# The Undateables
The Undateables (en hangul,  훈남정음; romanización revisada del coreano: Hunnam Jeongeum) es una serie de televisión surcoreana dirigida por Kim Yoo-jin y protagonizada por Namkoong Min, Hwang Jung-eum, Choi Tae-joon, Oh Yoon-ah y Jo Dal-hwan. Se emitió por el canal SBS del 23 de mayo al 19 de julio de 2918, los miércoles y jueves a las 22:00 (Hora local coreana).

## Sinopsis
The Undateables narra la historia de Kang Hoon-nam, un experto en relaciones amorosas que no cree en el amor, y Yoo Jung-eum, una exatleta de saltos que ahora trabaja en una agencia matrimonial, y que sueña con el amor pese a los desengaños sufridos.
La relación tiene unos años antes un prólogo incómodo, cuando él es testigo de cómo a ella la deja su novio en el aeropuerto de Seúl. Ya en el presente, ambos compiten por el mismo cliente, al tiempo que dos de los allegados de Hoon-nam (Yook Ryong y Lee Su-ji) se conectan con dos personas del círculo de Jung-eum (la entrenadora Yang y Choi Jun-soo, respectivamente). Cuando Su-ji vuelve de Australia para buscar a Hoon-nam, este le deja su casa y alquila una habitación en la de Jung-eum, donde también viven su padre y su amigo de siempre Jun-soo. A partir de entonces, la situación se precipita.

## Reparto

### Principal
- Namkoong Min como Kang Hoon Nam, el adinerado dueño de una galería de juguetes, es también un experto en relaciones que cautiva a las mujeres con su apariencia y discurso atractivos, pero no cree en el amor.[4][5]
- Hwang Jung-eum como Yoo Jung-eum, que fue atleta de saltos cuando era joven, y ahora se ha convertido en consejera de relaciones en una agencia. Es la mejor es su trabajo, pero su vida privada es otra cosa: aunque sueña con el amor y el matrimonio, la realidad la ha desengañado.[6][7]
- Choi Tae-joon como Choi Jun-soo, médico, el mejor amigo de Jung-eum, aunque sus sentimientos por ella cambian con el tiempo.[8][9]
- Oh Yoon-ah como Yang Sun-hee, la antigua entrenadora de Jung-eum, sigue siendo entrenadora de la selección nacional de saltos.[10][11]
- Jo Dal-hwan como Charlie, actualmente periodista y editor de una revista, fue compañero de Hoon-nam durante el servicio militar.[12]
- Jung Moon-sung como Yook Ryong, primo de Hoon-nam.[13]

### Secundario
- Nam Kyung-eub como Kang Jung-do, el padre de Hoon-nam, un donjuán que se ocupa de política.[13]
- Shim Hye-jin como Ko Eun-nim, la madrastra de Hoon-nam, además de ser la presidenta de una empresa de alimentación y la que tiene el poder económico en la familia.[14]
- Lee Moon-sik como Yoo Seung-ryul, el padre de Jung-eum. Artesano, es un hombre positivo y optimista que sirve de motivación a su hija.[15][16]
- Lee Joo-yeon como Lee Su-ji, hija del presidente de la Asociación de Natación de Corea, que vino a Corea desde Australia para intentar una relación con Hoon-nam.[17]
- Myung Ji-yun como la editora jefe.[18]
- Baek Ji-won como Bong Sun-hwa, la directora de Jung-eum en la agencia matrimonial Mundo Dorado.[19]
- Seo Dong-won como Kang Chun-nam, el hermano mayor de Hoon-nam.
- Jin Ye-sol como Han Ye-Ri, la esposa de Chun-Nam y cuñada de Hoon-nam.[18][20]
- Seo Eun-woo como Ahn In-jeong, clienta de la agencia Mundo Dorado, que sufre un trastorno de reconocimiento facial.

### Apariciones especiales
- Ji Seung-hyun como Kang Dol-jin, actor de acción y cliente de la agencia Mundo Dorado.[21]
- Jung Yong-joo como Oh Doo-ri, una clienta de Mundo Dorado que Jung-eum cree que le disputa Hoon-nam.[22]
- Kang Hui como un modelo (ep. 4).
- Jeon Byung-wook como Naga-yong, cliente de la agencia Mundo Dorado para el que es imposible concertar una cita porque está siempre ocupado.
- Ji Il-joo como el dueño de un café-librería, enamorado de una mujer que por un trastorno neurológico no lo reconoce (cuatro episodios).[23]
- Kim Kwang-kyu como Kim So-wool, cliente de la agencia Mundo Dorado, un poeta que vive en el campo y del que tras algunos equívocos se enamora Oh Doo-ri.[24][25]

## Producción
El 25 de abril de 2018 se publicaron imágenes de la primera lectura del guion, que se había celebrado el 2 del mismo mes en el SBS Ilsan Production Center (Tanhyun, Corea del Sur). El 23 de mayo se presentó la serie en una conferencia de prensa en las dependencias de SBS en Mok-dong, Yangcheon-gu.
La serie representó la vuelta de Hwang Jung-eum a la interpretación tras su maternidad.

## Banda sonora original
| Parte                                                                                                | Fecha de publicación | Título                                           | Letra                                     | Música                                      | Artista                 | Dur. |
| --- | -------------------- | ------------------------------------------------ | ----------------------------------------- | ------------------------------------------- | ----------------------- | ---- |
| 1 | 23 de mayo de 2018   | «Only U»                                         | Nick, Sammy                               | Nick, Sammy                                 | Nick & Sammy            | 3:46 |
| 2 | 30 de mayo de 2018   | 너의 이름을... («Tu nombre es…»)                 | Ha Geun-young, Kim Kyeong-beom            | Ha Geun-young, Kim Kyeong-beom, Kim Ji-hwan | Yeonjung (Cosmic Girls) | 4:06 |
| 3 | 6 de junio de 2018   | 두근이 필요해 («Necesito mi corazón para latir») | Park Jeong-wook, Kim Ha-rang, Kim Joon-il | Park Jeong-wook, Kim Ha-rang, Kim Joon-il   | Alice (Hello Venus)     | 3:15 |
| 4 | 13 de junio de 2018  | 너 아니면 («Si tú no»)                           | Good Choice, KamDongis                    | Seo Jae-ha, Kim Young-sung, KamDongis       | Huh Gak                 | 4:15 |
| 5 | 20 de junio de 2018  | 먼저 사랑할지 몰라 («Yo podría amarte primero»)  | Good Choice, Red Socks                    | Red Socks                                   | Son Seung-yeon          | 3:16 |
| 6 | 27 de junio de 2018  | 돌아가도 돼 («Puedo volver»)                     | POPKID, Kim Seung-joon                    | POPKID, Kim Seung-joon                      | Bumkey                  | 3:40 |
| 7 | 11 de julio de 2018  | Slowly                                           | Ha Geun-young, Kim Kyeong-beom            | Ha Geun-young, Kim Kyeong-beom, Kim Ji-hwan | Soobin (Cosmic Girls)   | 3:11 |
| Todas las canciones de la banda sonora tienen también una versión instrumental de idéntica duración. |                      |                                                  |                                           |                                             |                         |      |

## Audiencia
La serie obtuvo al principio una cuota de pantalla discreta y no logró mejorarla con el paso de los capítulos, sino al contrario. Los propios protagonistas encontraron decepcionantes los índices de audiencia en una conferencia de prensa realizada el 7 de junio en el Centro de Producción SBS Ilsan en Goyang-si, pese a considerar bueno su trabajo.
| Episodio | Fecha de emisión    | Índice de audiencia | Índice de audiencia | Índice de audiencia | Índice de audiencia |
| Episodio | Fecha de emisión    | TNmS                | TNmS                | AGB Nielsen         | AGB Nielsen         |
| Episodio | Fecha de emisión    | Nacional            | Seúl                | Nacional            | Seúl                |
| --- | ------------------- | ------------------- | ------------------- | ------------------- | ------------------- |
| 1 | 23 de mayo de 2018  | 6,1 % (NR)          | 6,9 %               | 5,3 % (NR)          | 6,1 % (15.ª)        |
| 2 | 23 de mayo de 2018  | 5,4 % (NR)          | 6,3 %               | 5,2 % (NR)          | 6,1 % (15.ª)        |
| 3 | 24 de mayo de 2018  | 6,9 % (17.ª)        | 7,2 %               | 4,9 % (NR)          | 5,3 % (16.ª)        |
| 4 | 24 de mayo de 2018  | 6 % (NR)            | 6,3 %               | 5 % (19.ª)          | 5,3 % (16.ª)        |
| 5 | 30 de mayo de 2018  | 3,9 % (NR)          | 4 %                 | 3,7 % (NR)          | 3,8 % (NR)          |
| 6 | 30 de mayo de 2018  | 5 % (NR)            | 5,2 %               | 4,5 % (NR)          | 4,7 % (NR)          |
| 7 | 31 de mayo de 2018  | 5,3 % (NR)          | 5,5 %               | 3,9 % (NR)          | 4,1 % (NR)          |
| 8 | 31 de mayo de 2018  | 5,4 % (NR)          | 5,6 %               | 4,1 % (NR)          | 4,3 % (NR)          |
| 9 | 6 de junio de 2018  | 3,6 %               | 3,8 %               | 3,2 % (NR)          | 3,4 % (NR)          |
| 10 | 6 de junio de 2018  | 4,3 %               | 4,5 %               | 3,9 % (NR)          | 4,1 % (NR)          |
| 11 | 7 de junio de 2018  | 5,7 %               | 5,9 %               | 4,1 % (NR)          | 4,3 % (NR)          |
| 12 | 7 de junio de 2018  | 4,8 %               | 5 %                 | 4,4 % (NR)          | 4,6 % (NR)          |
| 13 | 14 de junio de 2018 | 5,6 %               | 5,8 %               | 3,5 % (NR)          | 3,7 % (NR)          |
| 14 | 14 de junio de 2018 | 4,5 %               | 4,6 %               | 3,6 % (NR)          | 3,8 % (NR)          |
| 15 | 20 de junio de 2018 | 4 %                 | 4,8 %               | 3,3 % (NR)          | 4,2 % (NR)          |
| 16 | 20 de junio de 2018 | 4,6 %               | 5,4 %               | 4,4 % (NR)          | 5,1 % (NR)          |
| 17 | 21 de junio de 2018 | 4,7 %               | 5,8 %               | 4,5 % (NR)          | 5,6 % (16.ª)        |
| 18 | 21 de junio de 2018 | 4,4 %               | 5,6 %               | 4,5 % (NR)          | 5,7 % (14.ª)        |
| 19 | 28 de junio de 2018 | 3,5 %               | 4,4 %               | 3,1 % (NR)          | 3,9 % (NR)          |
| 20 | 28 de junio de 2018 | 4,8 %               | 5,6 %               | 4,4 % (NR)          | 5,2 % (NR)          |
| 21 | 4 de julio de 2018  | 2,7 %               | 3,3 %'              | 2,4 % (NR)          | 3 % (NR)            |
| 22 | 4 de julio de 2018  | 3,4 %               | 4,2 %               | 3 % (NR)            | 3,8 % (NR)          |
| 23 | 5 de julio de 2018  | 3,1 %               | 3,9 %               | 2,8 % (NR)          | 3,6 % (NR)          |
| 24 | 5 de julio de 2018  | 3,2 %               | 4,1 %               | 2,8 % (NR)          | 3,7 % (NR)          |
| 25 | 11 de julio de 2018 | 3,2 %               | 3,7 %               | 2,8 % (NR)          | 3,3 % (NR)          |
| 26 | 11 de julio de 2018 | 3,3 %               | 4 %                 | 2,9 % (NR)          | 3,5 % (NR)          |
| 27 | 12 de julio de 2018 | 3,2 %               | 3,8 %               | 2,8 % (NR)          | 3,6 % (NR)          |
| 28 | 12 de julio de 2018 | 3,5 %               | 4,2 %               | 3,1 % (NR)          | 3,9 % (NR)          |
| 29 | 18 de julio de 2018 | 2,3 %               | 2,9 %               | 2,1 % (NR)          | 2,4 % (NR)          |
| 30 | 18 de julio de 2018 | 2,4 %               | 3 %                 | 2,1 % (NR)          | 2,5 % (NR)          |
| 31 | 19 de julio de 2018 | 3 %                 | 3,7 %               | 2,6 % (NR)          | 3,3 % (NR)          |
| 32 | 19 de julio de 2018 | 3,2 %               | 4,1 %               | 2,8 % (NR)          | 3,7 % (NR)          |
| Promedio | Promedio            | 3,6 %               | 4,3 %               | 3,1 %               | 3,9 %               |
| - En la tabla superior, los números azules representan las calificaciones más bajas y los números rojos representan las más altas. - NR indica que la serie no se ubicó entre los veinte programas diarios de mayor audiencia en la fecha señalada. - TNmS dejó de publicar su informe a partir de junio de 2018. |                     |                     |                     |                     |                     |